# HMS Cumberland (1695)
El HMS Cumberland fue un navío de línea de 80 cañones nominales y tres cubiertas, construido inicialmente para la Royal Navy y botado en Bursledon el 12 de noviembre de 1695. De acuerdo con los estándares británicos de la Marina Real británica, el buque quedaba categorizado como de tercera clase, aunque la Marina Nacional francesa, tras apresarlo, lo clasificó como un Second Rang.

## Historial
De azarosa vida, el HMS Cumberland fue capturado por los franceses en la batalla del Cabo Lizard en 1707. Sirvió en la marina francesa con su antiguo nombre, elevándose su armamento a 84 cañones y aumentando sus calibres hasta montar cañones de 36 libras en la cubierta baja, y subiendo la tripulación hasta los 550 hombres en 1708, con el consiguiente aumento de peso y de calado del buque.
El Reino de Francia, ante el inminente fin de la guerra de sucesión española, decidió vender el buque en mayo de 1715 a la República de Génova. Éstos lo sometieron a un acondicionamiento y dejaron el total de cañones en 72, disminuyendo el calado del buque. 
Los genoveses lo transfirieron a su vez a España en 1717 y pasó a llamarse Príncipe de Asturias, dejándolo  como un buque de 70 cañones nominales. Los británicos lo recuperaron en la batalla del cabo Passaro en 1718, pero no volvió al servicio activo y, en cambio, fue vendida a los austríacos en 1720. Tenía su base en Nápoles y pasó a llamarse San Carlos. Sirvió hasta su desguace en 1733, tras haber servido bajo cinco estados diferentes durante casi cuatro décadas.